# AMC Amitron
AMC Amitron – elektryczny mikrosamochód wyprodukowany przez amerykańskie przedsiębiorstwo American Motors w 1967 roku.

## Historia i opis modelu

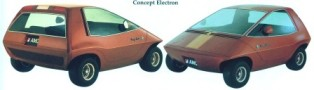
AMC Electron

W drugiej połowie lat 60. XX wieku amerykański koncern American Motors zbudował mikrosamochód o nazwie AMC Amitron. W przeciwieństwie do niewielkich, konwencjonalnie napędzanych modeli Pacer i Gremlin, Amitron był zbudowanym w jednym egzemplarzu eksperymentalnym samochodem elektrycznym o awangardowo stylizowanej, jednobryłowej sylwetce autorstwa Richarda Teague'a.
AMC Amitron charakteryzował się relatywnie obszerną kabiną pasażerską, w stosunku do nieco ponad 2,1 metrowego nadwozia. W kabinie pasażerskiej wygospodarowano przestrzeń dla 3 pasażerów, których fotele umieszczono w szeregu obok siebie. Każde z siedzisk wykonane było nie z pianki, lecz poduszek. Ponadto, aby dostać się do kabiny pasażerskiej należało odchylić górną część nadwozia - Amitron nie był bowiem wyposażony w klasyczne otwierane drzwi.

### Electron
10 lat po premierze Amitrona, American Motors opracowało reinterpretację modelu pod nową nazwą AMC Electron. Model z 1977 roku zyskał m.in. lusterka boczne, wydajniejsze parametry układu napędowego, a także inne kolory nadwozia, zachowując jednocześnie kluczowe cechy wyglądu.

### Dane techniczne
AMC Amitron był samochodem elektrycznym, którego wyposażono w dwa 11 kg akumulatory niklowo-kadmowe oraz kolejne dwa ważące 34 kg akumulatory litowe. Łącznie 91-kilogramowy pakiet pozwalał na relatywnie duży zasięg na jednym ładowaniu, który według danych producenta wynosił maksymalnie ok. 240 kilometrów.
Amitron był samochodem o pionierskim znaczeniu z punktu widzenia rozwoju motoryzacji - jego układ hamulcowy został wyposażony w technologię rekuperacji, odzyskując energię podczas wytracania prędkości. Z racji ówczesnego wczesnego stadium rozwoju, technologia ta na wdrożenie do produkcji seryjnej musiała czekać kolejne 40 lat przy okazji spopularyzowania się masowo produkowanych samocjodów elektrycznych i hybrydowych.